# Solo (equip ciclista)
L'equip Solo va ser un equip ciclista belga, de ciclisme en ruta que va competir entre 1961 a 1966. Va ser l'últim equip on va córrer Rik Van Steenbergen i el primer on va debutar Eddy Merckx.

## Principals resultats
- París-Tours: Jos Wouters (1961)
- París-Brussel·les: Jos Wouters (1965), Edward Sels (1965)
- Volta a Limburg: Jos Wouters (1963)
- París-Luxemburg: Rik Van Looy (1964)
- Kuurne-Brussel·les-Kuurne: Arthur Decabooter (1964)
- E3 Harelbeke: Rik Van Looy (1964, 1965, 1966)
- París-Roubaix: Rik Van Looy (1965)
- Gant-Wevelgem: Noël De Pauw (1965)
- Circuit de les Ardenes flamenques: Bernard Van De Kerckhove (1965)
- Giro de Sardenya: Rik Van Looy (1965)
- Tour de Flandes: Edward Sels (1966)

### A les grans voltes
- Giro d'Itàlia
  - 0 participacions

- Tour de França
  - 4 participacions (1963, 1964, 1965, 1966])
  - 13 victòries d'etapa:
    - 2 el 1963: Roger De Breucker (2)
    - 6 el 1964: Edward Sels (4), Bernard Van De Kerckhove, Willy Derboven
    - 5 el 1965: Rik Van Looy (2), Bernard Van De Kerckhove, Edgard Sorgeloos, Edward Sels
    - 2 el 1966: Edward Sels (2)

  - 0 classificacions secundàries:

- Volta a Espanya
  - 2 participacions (1964, 1965)
  - 12 victòries d'etapa:
    - 4 el 1964: Edward Sels, Rik Van Looy, Armand Desmet, Henri De Wolf
    - 8 el 1965: Rik Van Looy (8)

  - 0 classificació finals:
  - 1 classificacions secundàries:
    - Classificació per punts: Rik Van Looy (1965)

## Composició de l'equip
| \| Llista de l'equip 1966 \| Llista de l'equip 1966 \| Llista de l'equip 1966 \| Llista de l'equip 1966 \| \| Ciclista \| Data de naixement \| Equip previ \| \| \| ---------------------- \| ---------------------- \| ---------------------------------------- \| ---------------------- \| \| Roger Baguet \| 10 de setembre de 1939 \| \| \| \| Omer Ballegeer \| 21 de setembre de 1947 \| \| \| \| Émile Daems \| 4 de abril de 1938 \| Ignis (1965) \| \| \| Noël De Pauw \| 25 de juliol de 1942 \| \| \| \| Julien De Pré \| 11 de juny de 1937 \| \| \| \| Eddy De Sitter \| 16 de juny de 1945 \| \| \| \| Henri De Wolf \| 17 de agost de 1936 \| Gitane-Leroux-Dunlop-R. Geminiani (1962) \| \| \| André Delaere \| 26 de novembre de 1943 \| \| \| \| Georges Delvael \| 31 de gener de 1944 \| \| \| \| Willy Derboven \| 19 de setembre de 1939 \| G.B.C.-Libertas (1963) \| \| \| Armand Desmet \| 23 de gener de 1931 \| Flandria-Faema (1963) \| \| \| Donaat Himpe \| 12 de abril de 1942 \| \| \| \| Gaston Hoskens \| 7 de agost de 1941 \| \| \| \| Joseph Janssens \| 10 de setembre de 1941 \| \| \| \| Robert Lelangue \| 4 de febrer de 1940 \| Cynar-Allegro (1965) \| \| \| Palle Lykke \| 4 de novembre de 1936 \| \| \| \| Mathieu Maes \| 3 de maig de 1944 \| \| \| \| Étienne Matheus \| 31 de març de 1940 \| \| \| \| Jean Monteyne \| 30 de juliol de 1943 \| \| \| \| Peter Post \| 12 de novembre de 1933 \| \| \| \| Hugo Scrayen \| 19 de abril de 1942 \| Lamot-Libertas (1965) \| \| \| Edward Sels \| 29 de agost de 1941 \| G.B.C.-Libertas (1963) \| \| \| Patrick Sercu \| 27 de juny de 1944 \| \| \| \| Edgard Sorgeloos \| 14 de desembre de 1930 \| G.B.C.-Libertas (1963) \| \| \| Julien Stevens \| 25 de febrer de 1943 \| \| \| \| Michel Van Aerde \| 2 de octubre de 1933 \| Carpano (1962) \| \| \| Willy Vanden Berghen \| 3 de juliol de 1939 \| Lamot-Libertas (1965) \| \| \| Jos Van Hout \| 8 de setembre de 1944 \| \| \| \| Rik Van Looy \| 20 de desembre de 1933 \| G.B.C.-Libertas (1963) \| \| \| Roger Van Maele \| 16 de juny de 1943 \| \| \| \| Rik Van Steenbergen \| 9 de setembre de 1924 \| Peugeot-BP-Dunlop (1960) \| \| \| Remi Van Vreckom \| 1 de abril de 1943 \| \| \| \| Léon Verkindere \| 21 de agost de 1942 \| \| \| \| \| \| \| \| \| Font: UCI \| \| \| \|Nota: Roger Baguet Nota: Omer Ballegeer |                        |                                          |  |
| Llista de l'equip 1966 |                        |                                          |  |
| Ciclista | Data de naixement      | Equip previ                              |  |
| Roger Baguet | 10 de setembre de 1939 |                                          |  |
| Omer Ballegeer | 21 de setembre de 1947 |                                          |  |
| Émile Daems | 4 de abril de 1938     | Ignis (1965)                             |  |
| Noël De Pauw | 25 de juliol de 1942   |                                          |  |
| Julien De Pré | 11 de juny de 1937     |                                          |  |
| Eddy De Sitter | 16 de juny de 1945     |                                          |  |
| Henri De Wolf | 17 de agost de 1936    | Gitane-Leroux-Dunlop-R. Geminiani (1962) |  |
| André Delaere | 26 de novembre de 1943 |                                          |  |
| Georges Delvael | 31 de gener de 1944    |                                          |  |
| Willy Derboven | 19 de setembre de 1939 | G.B.C.-Libertas (1963)                   |  |
| Armand Desmet | 23 de gener de 1931    | Flandria-Faema (1963)                    |  |
| Donaat Himpe | 12 de abril de 1942    |                                          |  |
| Gaston Hoskens | 7 de agost de 1941     |                                          |  |
| Joseph Janssens | 10 de setembre de 1941 |                                          |  |
| Robert Lelangue | 4 de febrer de 1940    | Cynar-Allegro (1965)                     |  |
| Palle Lykke | 4 de novembre de 1936  |                                          |  |
| Mathieu Maes | 3 de maig de 1944      |                                          |  |
| Étienne Matheus | 31 de març de 1940     |                                          |  |
| Jean Monteyne | 30 de juliol de 1943   |                                          |  |
| Peter Post | 12 de novembre de 1933 |                                          |  |
| Hugo Scrayen | 19 de abril de 1942    | Lamot-Libertas (1965)                    |  |
| Edward Sels | 29 de agost de 1941    | G.B.C.-Libertas (1963)                   |  |
| Patrick Sercu | 27 de juny de 1944     |                                          |  |
| Edgard Sorgeloos | 14 de desembre de 1930 | G.B.C.-Libertas (1963)                   |  |
| Julien Stevens | 25 de febrer de 1943   |                                          |  |
| Michel Van Aerde | 2 de octubre de 1933   | Carpano (1962)                           |  |
| Willy Vanden Berghen | 3 de juliol de 1939    | Lamot-Libertas (1965)                    |  |
| Jos Van Hout | 8 de setembre de 1944  |                                          |  |
| Rik Van Looy | 20 de desembre de 1933 | G.B.C.-Libertas (1963)                   |  |
| Roger Van Maele | 16 de juny de 1943     |                                          |  |
| Rik Van Steenbergen | 9 de setembre de 1924  | Peugeot-BP-Dunlop (1960)                 |  |
| Remi Van Vreckom | 1 de abril de 1943     |                                          |  |
| Léon Verkindere | 21 de agost de 1942    |                                          |  |
| |                        |                                          |  |
| Font: UCI |                        |                                          |  |